# Alla Surikova
Alla Surikova (Kiev, 6 novembre 1940) è una regista sovietica.

## Filmografia parziale

### Regista
- Sueta suеt (1979)
- Bud'te moim mužem (1981)
- Iskrenne Vaš (1985)
- Čelovek s bul'vara Kapucinov (1987)
- Čoknutye (1991)
- Choču v tjur'mu (1998)